# Edward Józef Rosaz
Edward Józef Rosaz, właśc. wł. Edoardo Giuseppe Rosaz (ur. 15 lutego 1830 w Susa w Piemoncie, zm. 3 maja 1903) – włoski tercjarz franciszkański (OFS), kaznodzieja misyjny, spowiednik, kapelan więzienny, biskup, założyciel Zgromadzenia Sióstr Franciszkanek Misjonarek z Susy, błogosławiony Kościoła rzymskokatolickiego.
Urodził się w bardzo bogatej rodzinie jako piąty z siedmiorga dzieci. Jego rodzice pochodzili z Termignonu w Sabaudii skąd uciekli przed rewolucją francuską. Mając 15 lat Edward wstąpił do diecezjalnego suskiego seminarium duchownego. Studia odbywał w Nicei i tu w 1854 otrzymał święcenia kapłańskie. 24 lutego 1877 został mianowany biskupem diecezji Susa przez Piusa IX a sakrę otrzymał w 1878.  Założył zgromadzenie Sióstr  św. Franciszka.
Przyjaźnił się ze świętymi: Janem Marią Vianneyem, Józefem Cafasso, Janem Bosko i ze św. Marią Rosello.
12 stycznia 1903 roku poważnie zachorował. Zmarł 3 maja tegoż roku w opinii świętości mając 73 lata.
Beatyfikował go Jan Paweł II 14 lipca 1991.